# Pheidole viserion
Pheidole viserion  (лат.) — вид муравьёв рода Pheidole из подсемейства Myrmicinae (Formicidae). Обладает необычными крючковидными шипами на груди. Эндемик Папуа — Новой Гвинеи.

## Описание
Мелкие муравьи желтовато-коричневого цвета (рабочие одноцветные жёлтые). Длина 3—5 мм. Ширина головы солдат, или крупных рабочих (HW) 2,09 — 2,13 мм (длина головы 2,06 — 2,11 мм). Ширина головы мелких рабочих 0,62 — 0,68 мм (длина головы 0,75 — 0,83 мм). На верхней части груди три пары шипиков различной формы и размеров. На пронотуме два длинных шипика, направленных вперёд и вбок. В средней части два коротких шипа. На заднегрудке два длинных проподеальных шипика, разветвлённые на вершине (одна ветвь направлена назад, а другая вперёд). Усиковые бороздки отсутствуют. Скапус мелких рабочих длинный и превосходит затылочный край головы (у солдат он очень короткий и не достигает задней части головы). Скапус усиков мелких рабочих сравнительно длинный (SI = 162-169). Стебелёк между грудкой и брюшком состоит из двух члеников: удлинённого петиолюса и постпетиолюса (последний четко отделен от брюшка). Вид был впервые описан в 2016 году мирмекологами Э. Сарнатом (Eli M. Sarnat), Дж. Фишером (Georg Fischer), Э. Икономо (Evan P. Economo; Okinawa Institute of Science & Technology Graduate University, Япония).

## Этимология
Видовое название Ph. viserion дано в честь Визериона  — жёлтого дракона королевы Дейенерис Таргариен из популярного сериала «Игра престолов». Причиной такого выбора послужила необычная форма шипиков груди, напоминающая мифических чудовищ.